# Proformica mongolica
Proformica mongolica är en myrart som först beskrevs av Carlo Emery 1901.  Proformica mongolica ingår i släktet Proformica och familjen myror. Inga underarter finns listade i Catalogue of Life.